# وولدمار پانسو
وولدمار پانسو (استونیایی: Voldemar Panso; ۳۰ نوامبر ۱۹۲۰ – ۲۷ دسامبر ۱۹۷۷) بازیگر و کارگردان تئاتر اهل استونی بود.
وی همچنین برندهٔ جوایزی همچون جایزه هنرمند مردمی اتحاد جماهیر شوروی و نشان پرچم سرخ کار شده‌است.